# 서울햇빛지도
서울햇빛지도는 서울의 모든 건물과 주택의 옥상을 조사해 태양광 설치 가능여부와 발전용량 등의 정보를 제공하는 지도로, 인터넷을 통해 서울시에서 생산되는 태양광 발전 정보를 한 눈에 확인할 수 있다.

## 참고 문헌
1. ↑  “태양광 발전량 확인 ‘서울햇빛지도’ 제작”. KBS. 2012년 7월 9일.